# Nadagara extensipennis
Nadagara extensipennis là một loài bướm đêm trong họ Geometridae.